# Calamaria alidae
Espèce
Statut de conservation UICN

 DD  : Données insuffisantes
Calamaria alidae  est une espèce de serpents de la famille des Colubridae.

## Répartition
Cette espèce est endémique de Sumatra en Indonésie.

## Description
L'holotype de Calamaria alidae mesure 220 mm dont 20 mm pour la queue.

## Étymologie
Cette espèce est nommée en référence à Alida Brooks l'épouse de Cecil Joslin Brooks.

## Publication originale
- Boulenger, 1920 : Description of a new gecko and a new snake from Sumatra. Annals and Magazine of Natural History, ser. 9, vol. 5, p. 281-283 (texte intégral).